# São Bento do Sapucaí
São Bento do Sapucaí là một đô thị ở bang São Paulo của Brasil, trong tiểu vùng Campos do Jordão. Đô thị này nằm ở vĩ độ 22º41'20" độ vĩ nam và kinh độ 45º43'51" độ vĩ tây, trên khu vực có độ cao 886 m. Dân số năm 2004 ước tính là 11.207 người. 

## Địa lý
Đô thị này có diện tích 251,27 km². A Mật độ dân số é de 44,60 hab/km².

### Sông ngòi
- Sông Sapucaí

### Các xa lộ
- SP-042
- SP-050
- MG-173
- MG-295